# Czatkalski Rezerwat Biosfery
Czatkalski Rezerwat Biosfery (uzb.: Chotqol davlat biosfera qoʻriqxonasi) – rezerwat biosfery w wilajecie taszkenckim w Uzbekistanie obejmujący 570 km² stepów górskich, lasów stepowych, łąk wysokogórskich, dolin rzecznych oraz lasów łęgowych. Został założony w 1947 roku, a 1978 stał się rezerwatem biosfery UNESCO.